# 廚師太多
《廚師太多》是一部於Adult Swim播放的黑色幽默短片，由卡斯柏·凱利（Casper Kelly）編劇和執導，並由卡通頻道旗下的公司Williams Street負責製作發行。短片在北美東部時區（UTC-5）2014年10月28日凌晨4時首播，迅速於當地網絡成為病毒視像。

## 概要
短片首先展現一個按美國1980年代及1990年代處境喜劇風格製作的開場片段，當中不停混入當地同時期的晨間肥皂劇、家族劇、青春劇、犯罪片、現實主義劇、星期六晨早動畫、超級英雄真人版劇集、以至布偶劇等等的內容特色。整部影片有一個中年大叔外貌、姓名不詳的殺手角色穿插期間，隨後無差別地殺害並取代其他角色的演出。在不同劇中人士意圖修正或逃避這個問題之際，飾演人物、字幕、音樂和情節簡述在後段出現嚴重錯配，彷彿陷入無法解決的地步，僅餘嘗試緊急重啟這個方法——就在此時，關於一個大家庭滿載廚師的開場片段正式邁向總結。短片最終再以只有數秒的故事情節和快速飛過的片尾字幕，展示對長篇和古老劇集實際內容欠奉的最後諷刺。

## 外部連結
- 互联网电影数据库（IMDb）上《廚師太多（Too Many Cooks）》的资料（英文）
- YouTube上的廚師太多（Too Many Cooks） (Adult Swim官方頻道)